# Стоян Делчев
Стоян Делчев е български състезател по спортна гимнастика.

## Биография
Роден е на 3 юли 1959 г. в град Пловдив. Започва да тренира спортна гимнастика на седем годишна възраст. Негов треньор от 1972 г. е Никола Николов.
Първото му значимо постижение е от 1977 г. На първенството във Вилнюс става европейски шампион на висилка. Класира се на трето място на кон и висилка на световното първенство в Страсбург през 1978 г. Печели титлата абсолютен европейски шампион и европейски шампион на земна гимнастика през 1979 г. в Есен. Същата година извоюва златен медал на земна гимнастика и трето място в многобоя на състезанията за световната купа в Токио. На Летните олимпийски игри в Москва е олимпийски шампион на висилка и бронзов медалист в многобоя на всички уреди. Освен във финала на висилка, се класира и във финалите на още 3 уреда – успоредка, халки и прескок. Във финала на успоредка влиза с най-висока предварителна оценка – 9.875. По време на съчетанието обаче прави нелепа грешка на елемента „Диомидов“, която му коства втори златен медал (и общо трети медал от игрите) и остава пети на уреда. На халки и на прескок също завършва пети.
Автор на прелитане над висилката, което носи неговото име салто „Делчев“. Изпълнява го в два варианта „Делчев 1“ и „Делчев 2“. Завършва ВИФ (София) и е старши треньор на Националния отбор на България – мъже (1987), в състав: Калофер Христозов, Любомир Герасков, Диан Колев, Стойчо Гочев, Мариян Пенев и Петър Георгиев, с който постига и най-големия успех в историята, като го класира на 4-то място на Световното първенство в Ротердам (1987), непосредствено след СССР, Китай и ГДР, на 3.45 т. от третото място.
През 2000 г. е определен за Гимнастик № 1 на България за XX век. Живее и работи в САЩ. Притежава зала по гимнастика „Делчев Джимнастикс“, в Рино, Невада. Въведен е в залата на славата на световната гимнастика в Оклахома Сити (2008).
Почетен гражданин на Пловдив (2009). Награден е с Почетния знак на президента на Република България и Медал „Златни заслуги“ на БОК (2009).

## Постижения
Олимпийски игри
- Златен олимпийски медал на висилка в Москва (1980)
- Бронзов олимпийски медал на всички уреди в Москва (1980)

Световни първенства и купи
- Носител на Световната купа на земна гимнастика в Токио (1979)
- Бронзов медал при многобоя на всички уреди в Токио (1979)
- Бронзов медел на кон с гривни в Стразбург (1978)
- Бронзов медал на висилка в Стразбург (1978)

Европейски първенства
- Абсолютен европейски шампион на всички уреди в Есен (1979)
- Златен европейски медал на земна гимнастика в Есен (1979)
- Златен медал на висилка на Европейското първенство във Вилнюс (1977)